# Oluf Daa (biskop)
 Der er flere personer med dette navn, se Oluf Daa.
Oluf Daa (død 13. februar 1461) var biskop i Roskilde Stift.
Han var søn af Henrik Daa og Helle Engelbrechtsdatter Bydelsbach, studerede som kannik i Roskilde og 1423 i Rostock. I 1439 var han provst i Roskilde, og efter biskop Jens Pedersen Jernskægs død i 1448, blev han valgt til dennes efterfølger.
Hans navn er knyttet til 12 Apostles Alter, som domkirken stiftede i 1452, og som han skænkede betydeligt gods. Som medlem af rigsrådet deltog han i mødet i Halmstad 1450, men har for øvrigt ikke taget virksom del i det
offentlige liv; han var sandsynligvis allerede en ældre mand, da han overtog styrelsen af stiftet. Han døde 13. februar 1461 og blev begravet i domkirkens midterskib.